# Andrzej Możdżeń
Andrzej Możdżeń (ur. 7 lipca 1962 w Morągu) – polski bokser, olimpijczyk z Seulu 1988
Zawodnik walczący w kategorii lekkopółśredniej. Zawodnik klubów: Budowlani Olsztyn (lata 1979-1981), Górnik Pszów (lata 1982-1984) GKS Jastrzębie (lata 1984-1989).
Dwukrotny wicemistrz Polski: w 1987 roku w kategorii lekkopółśredniej i w roku 1989 w kategorii półśredniej.
Na igrzyskach w Seulu wystartował w wadze lekkopółśredniej. Odpadł w eliminacjach.
W trakcie kariery sportowej stoczył 174 walki, z czego 137 wygrał, 9 zremisował i 28 przegrał.